# An Ocean Between Us
Albums de As I Lay Dying
A Long March: The First Recordings
(2006) The Powerless Rise
(2010)
Singles
1. Nothing Left
Sortie : 2007
2. The Sound of Thruth
Sortie : 2008
3. Within Destruction
Sortie : 2008

An Ocean Between Us est le quatrième album studio du groupe de metalcore chrétien américain As I Lay Dying. Il a été publié le 21 août 2007 par le label Metal Blade Records. C'est le premier album sur lequel joue Josh Gilbert.
An Ocean Between Us a débuté huitième au Billboard 200 en se vendant à 39 500 exemplaires la semaine de sa sortie. Actuellement, 115 000 copies de l'album ont été vendues[réf. nécessaire].
Trois singles ont été extraits de l'album : Nothing Left, The Sound of Truth et Within Destruction.
Des clips ont été produits pour les titres Nothing Left et The Sound of Truth,.

## Liste des titres
1. Separation 01:15 (instrumental)
2. Nothing Left 04:01
3. An Ocean Between Us 04:10
4. Within Destruction 03:54
5. Forsaken 05:18
6. Comfort Betrays 02:50
7. I Never Wanted 04:44
8. Bury Us All 02:23
9. The Sound of Truth 04:20
10. Departed 01:40 (instrumental)
11. Wrath Upon Ourselves 04:01
12. This Is Who We Are 04:54

## Composition du groupe
- Tim Lambesis — chant
- Nick Hipa — guitare
- Phil Sgrosso — guitare (en studio, guitare basse et piano également)
- Josh Gilbert — basse, chant clair
- Jordan Mancino — batterie

## Collaborateurs
- Jacob Bannon (du groupe Converge) — illustration de la couverture[3]
- Adam Dutkiewicz (Killswitch Engage) — production
- Daniel Castleman — mixage pour le titre Departed
- Matt Hyde — mixage
- Ten Jensen — mastering
- Tim Lambesis — production
- Colin Richardson — mixage
- Andy Sneap (Sabbat)[1]